# 法華寺 (鯖江市)
法華寺（ほっけじ）は、福井県鯖江市にある法華宗寺院。

## 歴史
宝徳元年（1449年）、平等会寺の三世實然法印が、山本庄（現在の福井県鯖江市の一帯）堂ノ辻に、一宇を建立したのが開基となり、法華宗真門流壽量山法華寺と称する。
開祖の實然法印は、長禄3年（1459年）に入寂する。その後、寛永年間（1624年 - 1643年）に現在地（北陸街道筋）に移築するも、今日までに再三の火災に遭い、さらに明治10年10月2日の火災でほとんどの記録や寺宝を焼失した。
現在の寺院は、明治14年（1881年）に再建されたもので、残存している門前の題目碑は、本山七世、日脩聖人の筆によるものである。
当寺は2018年、永代供養墓「久遠の碑」を建立した。宗教宗派関係無く納骨可能な墓として、少子高齢化や過疎化などを背景に話題を呼んでおり、建立からの3年間で100件以上の申し込みがあるなど、墓の維持管理に悩む人らの関心が高まっている。2020年には、遠方に住んでいるなどの理由から墓参りが困難である人に向け、合同供養をネット配信する取り組みを開始した。
2021年、福井県初の永代供養付きガーデニング霊園をオープンした。ガーデニング霊園は季節ごとの草花に囲まれ、雰囲気が明るいのが特徴。周囲の景観を壊さず、公園に行くような感覚で墓参りできると人気が高まっている。

## 行事
- 1月 年頭祈願会、御焚き上げ
- 2月 星まつり、御日待会
- 3月 春彼岸会
- 4月 春季鬼子母神回
- 7月 千部会
- 8月 盂蘭盆会
- 9月 秋彼岸会
- 10月 秋季鬼子母神会
- 11月 御会式、像師講

## アクセス
- JR鯖江駅からタクシーで7分
- 北陸自動車道経由、鯖江ICから車で7分(駐車場有)
- 福井鉄道福武線水落駅から徒歩2分